# North Baltimore
North Baltimore – wieś w Stanach Zjednoczonych, w stanie Ohio, w hrabstwie Wood.